# Embrik Strand
Embrik Strand (Ål, 2 de junho de 1876 – Riga, 3 de novembro de 1947) foi um aracnólogo. Ele classificou diversos insetos e aranhas, incluindo a Chromatopelma cyaneopubescens.

## Vida e carreira
Strand nasceu em Ål, Noruega. Ele estudou na Universidade de Kristiania (atual Universidade de Oslo). Por volta de 1900, ele se concentrou na coleta de espécimes de insetos da Noruega. Estes estão agora depositados no museu da universidade, onde trabalhou como curador de 1901 a 1903.
Depois de estudar na Universidade de Oslo, Strand viajou pela Noruega de 1898 a 1903 coletando um grande número de insetos. Durante parte desse tempo (1901-1903) ele foi conservador no museu de zoologia da universidade. Ele então partiu para a Alemanha, onde continuou seus estudos de zoologia na Universidade de Marburg (1903). Ele então trabalhou com o Museu Estadual de História Natural de Stuttgart (1905) e, mais tarde, com o de Tübingen e depois com o Museu Senckenberg em Frankfurt. A partir de 1907, trabalhou com o Museu de História Natural de Berlim. Em 1923, aceitou o cargo de professor de zoologia na Universidade de Riga, onde dirigiu o instituto de zoologia e hidrobiologia.
Strand foi o autor de muitas publicações, principalmente sobre insetos e aranhas e foi o descritor de várias centenas de novas espécies. De 1910 a 1929, editou a revista Archiv für Naturgeschichte e foi o fundador, em 1928, da Folia zoologica and hydrobiologica. Pierre Bonnet indica, em sua Bibliographia araneorum (páginas 150-153), que um número recorde de novos táxons foi dedicado a Strand. O próprio Strand foi o editor de um livro em três volumes listando-os, para comemorar seu jubileu. De fato, existem várias centenas de espécies que levam seu nome em todas as formas possíveis: strandi, atrandella, embriki, embrikiellus, embrik-strandella, etc. Da mesma forma, Bonnet repreendeu Strand por renomear espécies já descritas onde considerava os nomes incorretos: Strand elabora uma lista delas, em 1926, onde renomeia cerca de 1 700 táxons de aranhas.
Ele foi um autor prolífico, a lista de suas publicações que publicou em 1918 (após apenas vinte anos de atividade) é de 1 200 títulos. Strand foi um colaborador do Macrolepidoptera of the World (Bombycidae) de Adalbert Seitz. Ele morreu em Riga, aos 71 anos.
A coleção de insetos e aranhas da Noruega de Strand está no Museu Zoológico da Universidade de Oslo. Seus tipos estão no Instituto Entomológico Alemão e no Museum für Naturkunde.

## Publicações (seleção)
- Embrik Strand: Meine entomologischen Publikationen. 1897–1918. In: Wiener Entomologische Zeitung 1918, Volume 37, pp. 161–177, (Bibliografia até 1917).
- Embrik Strand (Hrsg.): Festschrift zum 60. Geburtstage von Professor Dr. Embrik Strand, Ordinarius für Zoologie und Direktor des Systematisch-Zoologischen Instituts und der Hydrobiologischen Station der Universität Lettlands, Riga. 5 volumes. Letônia, Riga 1936–1939 (várias línguas, principalmente alemão)